# Cas adverbial
El cas adverbial és un cas gramatical que hom troba en labkhaz i el georgià, amb funció similar a la del cas translatiu i la del cas essiu que s'observen en les llengües ugrofineses. El terme és sovint emprat per referir-se al cas ablatiu en altres llengües.

## Exemples
En georgià, el cas adverbial té diverses funcions. El seu ús més comú és de derivar adverbs a partir d'adjectius:
Pianinoze kargad ukravs ('Toca bé el piano')
El sufix del cas adverbial és -ad.
El cas adverbial també pot actuar com a cas essiu, com ara en:
Masc'avleblad mushaobs ('Ell treballa com a  professor')
Referència: THE GEORGIAN LANGUAGE - An outline grammatical summary Arxivat 2002-10-15 a Wayback Machine..
El cas adverbial és també emprat quan es diu el nom d'una llengua:
Inglisurad lap'arakobs ('Parla anglès')
Germanulad gadatargmna ('Ho va traduir a l'alemany')